# Фолавийо, Лиза
Лиза Фолавийо (англ. Lisa Folawiyo, род. 1976) — нигерийский модельер.

## Биография
Лиза Фолавийо имеет юридическое образование, которое она получила в Университете Лагоса.
Лиза Фолавийо открыла свой лейбл «Jewel by Lisa» в 2005 году, не выходя из дома, с первоначальными инвестициями в размере 20 000 нигерийских найр. Она купила 12 ярдов ткани и вместе с матерью сделала первые образцы.
У нее есть магазины в Нигерии и Нью-Йорке. Она сочетает традиционный западноафриканский текстиль, такой как Анкара, с современными методами пошива одежды и акцентом на вышивку бисером и пайетками.

Американско-сенегальская актриса Исса Рэй носила одежду, разработанную Фолавийо. В 2012 году работы Лизы Фолавийо были представлены в Vogue Italia. 

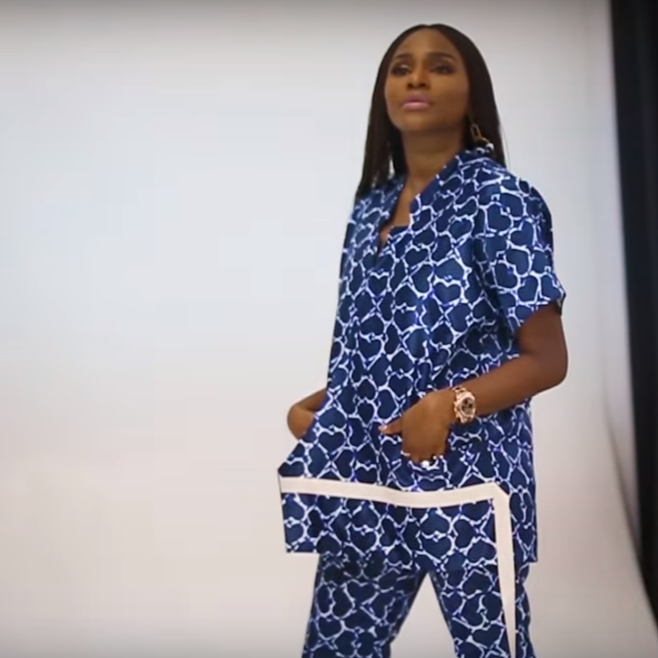
Лиза Фолавийо в собственном дизайне

## Награды
- 2012: Africa Fashion Award[6]
- 2014: Один из восьми новых талантов WWD Women’s Wear Daily[англ.][7]
- 2015: Избранные в BOF500[8]

## Личная жизнь
Фолавийо была замужем 14 лет. Мать двоих детей. Её свекром был промышленник Вахаб Иянда Фолавийо
.